# 5495 Rumyantsev
Az 5495 Rumyantsev (ideiglenes jelöléssel 1972 RY3) egy kisbolygó a Naprendszerben. Ljudmila Vasziljevna Zsuravljova fedezte fel 1972. szeptember 6-án.